# Bom Dia (álbum de Pluto)
Bom Dia é o álbum de estreia da banda rock portuguesa Pluto, lançado a 18 de Outubro de 2004. Entrou directamente para o 6.º lugar na tabela de vendas em Portugal.

## Faixas
1. "Entre Nós" – 2:59
2. "Sexo Mono" – 2:42
3. "Segue-me à Luz" – 4:14
4. "O 2 Vem Sempre Depois" – 3:09
5. "A Vida dos Outros" – 5:12
6. "Convite" – 4:36
7. "Prisão" – 6:48
8. "Lição de Adição" – 2:06
9. "Líderes & Filhos Lda" – 4:17
10. "Só Mais Um Começo" – 3:48
11. "Bem Vindo a Ti" – 6:47
12. "Algo Teu" – 1:55

## Créditos
- Manel Cruz - voz, guitarra eléctrica, acústica, produção, letras, capa
- Peixe - guitarra eléctrica, acústica, produção
- Eduardo - baixo, voz secundária em "Prisão"
- Ruka - bateria, piano em "Algo Teu"
- Mário Barreiros - produção, mistura, masterização
- Filipe Agante - capa